# 聖若昂-杜帕拉伊蘇 (米納斯吉拉斯州)

聖若昂杜帕拉伊蘇（葡萄牙語：São João do Paraíso）是巴西的城鎮，位於該國東南部，由米納斯吉拉斯州負責管轄，始建於1944年1月1日，面積1,921平方公里，海拔高度1,073米，2010年人口23,309，人口密度每平方公里12.13人。